# Typhoon (Achterbahn)
Typhoon im Bobbejaanland (Lichtaart, Belgien) ist eine Stahlachterbahn vom Typ Euro-Fighter Modell 670/8 des Herstellers Gerstlauer Amusement Rides, die am 10. April 2004 eröffnet wurde. Sie ist nach Vild-Svinet in BonBon-Land (Dänemark) die zweite Achterbahn des Modells Euro-Fighter und die einzige Auslieferung der Variante 670/8.

## Fahrt
Zu Beginn der Fahrt werden die Fahrgäste senkrecht einen 25,7 m hohen Lifthill hochgezogen. Bei dem folgenden 97° steilen First Drop beschleunigen die Wagen auf 80 km/h und durchfahren danach einen 19 m hohen Looping. Weiter durchfahren die Gäste auf der 670 m langen Strecke eine doppelte Herzlinienrolle, eine 540°-Helix, gefolgt von einer weiteren einfachen Herzlinienrolle, sowie einer weiteren Helix.

## Wagen
Typhoon besitzt acht Wagen. In jedem Wagen können acht Personen (zwei Reihen à vier Personen) Platz nehmen. Dadurch ist eine maximale Kapazität von 1400 Personen pro Stunde möglich. Als Rückhaltesystem kommen Schulterbügel zum Einsatz.

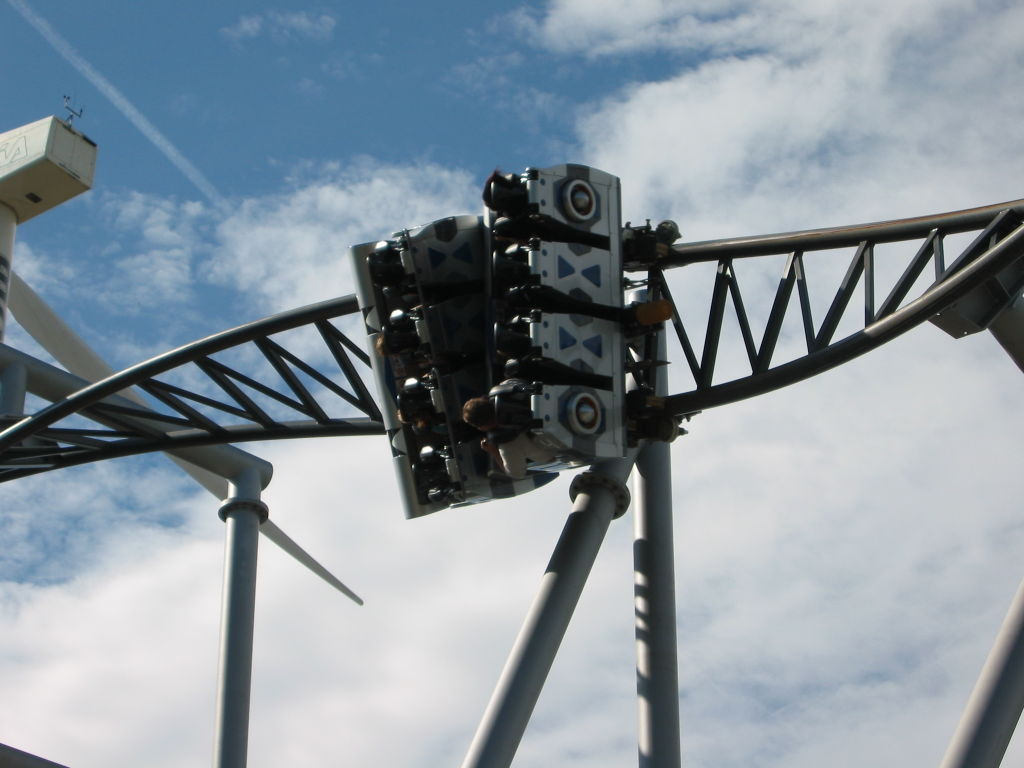
Heartline Roll